# 猿爪村
猿爪村（ましづめむら）は、かつて岐阜県恵那郡に存在した村。
現在の瑞浪市陶町猿爪に該当する。

## 大字・字
- 大字:無し
- 字:西ケ洞、中の草、留守ケ入、廣表、井の平、關屋、細久手、澤の尻

## 歴史
- 平安時代は遠山荘の淡気郷の一部。
- 鎌倉時代〜戦国時代は明知遠山氏の領地。
- 江戸時代は旗本・明知遠山氏の家老串原遠山氏の領地。
- 1889年（明治22年）7月1日 - 町村制により猿爪村が発足。
- 1897年（明治30年）4月1日 - 大川村、水上村と合併し、陶村が発足。同日猿爪村は廃止。陶町の大字として「猿爪」という地名は残る。

### 村名の由来
村にある石碑の三猿が爪のかたちに見えたことが由来とされ、慶長年間の記録ではすでに「ましつめ」との表記がみられる。